# العادي (شبام)

'

تعديل مصدري - تعديل

العادي هي إحدى قرى عزلة شبام بمديرية شبام التابعة لمحافظة حضرموت، بلغ تعداد سكانها 337 نسمة حسب تعداد اليمن لعام 2004.